# Монтік'ярі
Монтік'ярі (італ. Montichiari) — муніципалітет в Італії, у регіоні Ломбардія, провінції Брешія.
Монтік'ярі розташований на відстані близько 430 км на північний захід від Рима, 95 км на схід від Мілана, 18 км на південний схід від Брешії.
Населення — 24 953 особи (2014).
Щорічний фестиваль відбувається 12 травня. Покровитель — San Pancrazio.

## Демографія
Населення за роками:

Станом на 1 січня 2023 року в муніципалітеті офіційно проживало 3929 іноземців з 77 країн, серед них 1359 громадян країн Євросоюзу та 110 громадян України.

## Персоналії

### Народилися
- Альдо Бузі (* 1948) — сучасний італійський письменник, колумніст, репортер.
- Маріо Педіні[it] — італійський політик.

## Міста-побратими
- Гамбеттола, Італія
- Пескара, Італія

## Сусідні муніципалітети
- Кальчинато
- Кальвізано
- Карпенедоло
- Кастенедоло
- Кастільйоне-делле-Стів'єре
- Геді